# Mania (gênero)
Mania (ex Nothus; Sematura) é um gênero de mariposas, ou traças, neotropicais pertencentes à família Sematuridae, contendo espécies de hábitos noturnos. Foi classificado em 1821, por Jakob Hübner, no Index Exoticorum Lepidopterorum; posteriormente citado pelo mesmo autor na página 290 da obra Verzeichniss bekannter Schmettlinge, em 1823. A sua espécie-tipo, Mania empedocles, fora classificada por Pieter Cramer, em 1779, como Papilio empedocles, na obra De uitlandsche kapellen: voorkomende in de drie waereld-deelen Asia, Africa en America; posteriormente denominada Lars empedoclaria, em 1819, por Hübner, na obra Sammlung exotischer Schmetterlinge e antes da criação do gênero Mania.

## Descrição
Um texto publicado em 2011 afirma que as espécies de Mania não tiveram o benefício de uma revisão recente, continuando a incerteza sobre o número de espécies e sua identidade; porém todas apresentam suas asas de coloração castanha, avermelhadas ou amareladas, com desenhos característicos, como um rendilhado, e caudas, ou áreas próximas à cauda, dotadas de ocelos; por vezes lembrando a cabeça de um cavalo.

## Taxonomia:Nothus;Sematura
Anteriormente as denominações de gênero Nothus e Sematura foram utilizadas para as espécies, porém o nome Nothus está preocupado com um gênero de Coleoptera (Minet e Scoble, 1999). O nome Sematura, comumente usado para esse gênero no século XX e início do século XXI, foi dado por Dalman em 1825, após Jakob Hübner ter usado a denominação Mania para a espécie Lars empedoclaria, em 1821. Uma petição para conservar o nome júnior Sematura ("caso 3531") foi rejeitada pela Comissão Internacional de Nomenclatura Zoológica, em 2015 ("opinião 2352"); conservando oficialmente o nome dado por Hübner.